# Corpo spugnoso
Il corpo spugnoso, corpus spongiosum in lingua latina, chiamato anche corpo cavernoso dell'uretra, è la sezione costituita da tessuto spugnoso che circonda l'uretra del pene.

## Caratteristiche
È una struttura cilindrica di tessuto erettile, che costituisce una delle tre principali strutture del pene, insieme alle altre due che sono i corpi cavernosi. Il corpo spugnoso avvolge l'uretra per tutta la sua lunghezza e nella parte terminale si espande assumendo una forma sferoidale, costituendo il glande. Nella parte basale si espande a formare il bulbo del pene per allacciarsi al perineo.

## Funzione
La funzione del corpo spugnoso è quella di prevenire, durante l'erezione, la chiusura dell'uretra, mantenendo pervia la via per permettere l'eiaculazione. Per permettere ciò, il corpo spugnoso durante l'erezione, al contrario dei corpi cavernosi, rimane flessibile e non turgido consentendo alle pareti dell'uretra di rimanere separate.